# Багратиони, Михаил
Михаил Багратиони (Михаил Георгиевич Грузинский) (1783 — 21 ноября 1861) — грузинский царевич из царской династии Багратионов.

## Биография
Старший сын картли-кахетинского царя Георгия XII (1746—1800) от второго брака с княжной Мариам Георгиевной Цицишвили (1768—1850).
Родился в Тбилиси, в правление своего деда Ираклия II, когда его отец Георгий был еще наследным принцем. Во время краткого правления своего отца Георгия XII (1798—1800) Михаил, находившийся в подростковом возрасте, участвовал в организации постоянного грузинского войска. В 1800 году российский командующий в Грузии, генерал Иван Петрович Лазарев, сообщал, что из детей Георгия XII от второго брака, 16-летний Михаил был «самым перспективным … в силу своего возраста», он организовал регулярный егерский полк из своих сверстников, обучая его в соответствии с военными стандартами российской армии.
В декабре 1800 года тяжелобольной царь Грузии Георгий XII Ираклиевич скончался. В следующем 1801 года российский император Александр I Павлович подписал манифест о ликвидации царской власти в Картли-Кахетинском царстве и о присоединении Восточной Грузии к Российской империи. В отличие от своих родственников, царевич Михаил Георгиевич не пытался сопротивляться новому режиму и добровольно согласился переселиться в Россию. Михаил Багратиони был переселен в Санкт-Петербург, где получил Орден Святой Анны 1-го класса и ежегодную пенсию. Его преданность российской короне была также очевидна, что позволило ему вернуться на родину в 1802 году. Михаил Георгиевич проживал до конца своей жизни в Санкт-Петербурге, помогая и защищая грузинских студентов.
В ноябре 1861 года 79-летний Михаил Георгиевич Грузинский скончался в Санкт-Петербурге и был похоронен в Покровском монастыре в Москве. Он не был женат и не оставил после себя детей.